# Svenska Taxiförbundet
Svenska Taxiförbundet är en branschorganisation för Sveriges taxiföretag. Förbundets uppgift är att verka för att öka taxinäringens anseende och attraktionskraft och att bevaka branschens intressen genom att föra dess talan i dialog med myndigheter och politiker.
Organisationen har nära 230 beställningscentraler med 4 500 anslutna taxiföretag som medlemmar.
Svenska Taxiförbundet leds av en förbundsstyrelse med sju ledamöter, varav en förbundsordförande. Det högsta beslutande organet är kongressen som sammanträder vart tredje år. Förbundet har sitt kansli i Stockholm.